# Geschützter Landschaftsbestandteil Tümpel mit Baumbestand

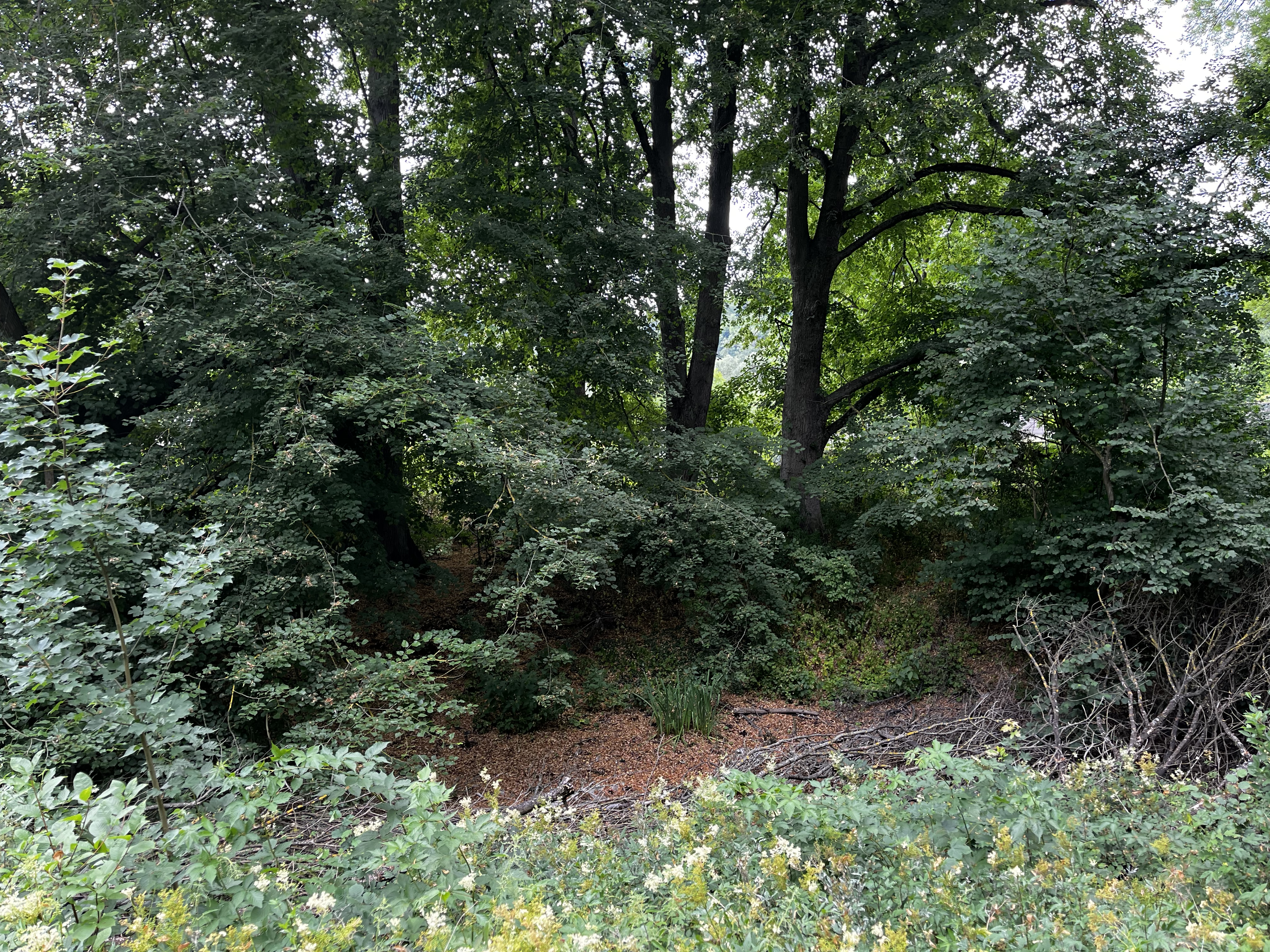
Geschützter Landschaftsbestandteil Tümpel mit Baumbestand Arnsberg

Der Geschützte Landschaftsbestandteil Tümpel mit Baumbestand mit einer Flächengröße von 0,41 ha liegt im Bereich Altes Feld westlich der Altstadt von Arnsberg im Hochsauerlandkreis. Die Fläche wurde 1998 mit dem Landschaftsplan Arnsberg durch den Kreistag des Hochsauerlandkreises als Geschützter Landschaftsbestandteil (LB) ausgewiesen. Er hatte eine Flächengröße von 0,29 ha. 2021 wurde der LB bei der Neuaufstellung des Landschaftsplans erneut ausgewiesen und dabei vergrößert.

## Beschreibung
Beim LB handelt es sich um zwei Tümpel mit Umgebung. Sie befinden sich in einem alten Nebenarm der Ruhr. Sie werden von Baumreihen aus alten Eschen und Sommerlinden umstanden.  
Der Landschaftsplan führte 1998 zum LB aus: „Die Tümpel haben vor allem lokale Bedeutung für Amphibien und Wasserinsekten.“
Der Landschaftsplan führte 2021 bei der Neuaufstellung zum LB aus: „Die Stillgewässer haben einen hohen faunistischen Wert.“
Als zusätzliche Entwicklungsmaßnahme wurde festgesetzt, dass die Tümpel bei fortschreiten der Verlandung zu entschlammen sind.

## Schutzgrund, Verbote und Gebote
Der Geschützte Landschaftsbestandteile haben laut Landschaftsplan eine besondere Funktion für die Gliederung und Belebung des Landschaftsbildes bzw. des umgebenden Offenlandes. Es kommt solchen Objekten in der Regel eine erhöhte Bedeutung als Bruthabitat für Hecken- und Gebüschbrüter zu. Laut Landschaftsplan sind Geschützte Landschaftsbestandteile im Plangebiet durch seinen eigenständigen Charakter deutlich von der sie umgebenden „normalen“ Wald- und Feld-Landschaft zu unterscheiden.
Wie bei allen LB ist es verboten diese zu beschädigen, auszureißen, auszugraben oder Teile davon abzutrennen oder auf andere Weise in seinem Wachstum oder Erscheinungsbild zu beeinträchtigen. Unberührt ist jedoch die ordnungsgemäße Pflege eines LB.
Das LB soll laut Landschaftsplan „durch geeignete Pflegemaßnahmen erhalten werden, solange der dafür erforderliche Aufwand in Abwägung mit ihrer jeweiligen Bedeutung für Natur und Landschaft gerechtfertigt ist.“